# Паннонская война
Паннонская война (лат. Bellum Pannonicum) 14—9 до н. э. — военные кампании римлян, закончившиеся завоеванием южной Паннонии и значительной части Иллирии.

## Начало войны
В ходе Иллирийской войны 35—33 до н. э. римляне несколько расширили свои владения в Иллирии и захватили район Южной Паннонии до среднего течения Савы. По окончании Кантабрийских войн и покорения альпийского региона Август возобновил экспансию в направлении среднего Дуная. Паннонские кампании проходили параллельно с началом римского наступления в Германии и Мёзии.
В 16 до н. э. паннонцы, объединившись с нориками, напали на Истрию, создав угрозу для Северной Италии. Проконсул Иллирика Публий Силий Нерва разбил их; восстание, начавшееся в Далмации, также было подавлено. В следующем году римляне овладели альпийскими областями, подготовив плацдарм для наступления на Германию. В 14 до н. э. «великую, жестокую и опасную» войну с римлянами начали племена, жившие между Савой и Дравой. Операциями руководил наместник Иллирика Марк Виниций, который нанес варварам поражение в кампаниях 14—13 до н. э.,.

## Действия Агриппы
В 13 до н. э. Виниций был отправлен командовать войсками на македонском фронте, а в Паннонию Август в конце года послал своего зятя и второго человека в империи Марка Агриппу. Это означало переход к наступательным действиям. Для ведения войны Агриппа получил высший проконсульский империй. Зимой 13 до н. э. Агриппа выехал на фронт, и паннонцы, «устрашенные его приходом, ничего не предпринимали более». По-видимому, он добился их подчинения путём переговоров. Вернувшись в Италию из похода, Агриппа неожиданно заболел и умер в марте 12 до н. э. После этого паннонские племена снова восстали.

## Походы Тиберия
Новым командующим весной 12 до н. э. стал пасынок Августа Тиберий. Предполагается, что римляне осуществляли комбинированное наступление в Паннонии: Тиберий двигался с запада, а навстречу ему из Македонии наступала другая римская армия. На македонском фронте операции в направлении Иллирии, Мёзии и Фракии продолжались уже несколько лет, и римляне добились значительных успехов. Сам Август устроил свою штаб-квартиру в Аквилее, где располагалась главная база паннонской армии. Летом 12 до н. э. Тиберий нанес поражение племенам южной Паннонии (при помощи скордисков, которых Тиберий покорил ещё в 15 до н. э., будучи проконсулом Македонии), опустошил эту страну и продал в рабство на вывоз из страны большую часть молодежи. Предположительно, римские войска, продвигаясь в междуречье Савы и Дравы, достигли Дуная и земель бревков. За эту кампанию сенат определил Тиберию триумфальные отличия (ornamenta triumphalia).
В 11 до н. э. восстали далматы, и Тиберий отправился их усмирять. Пользуясь его отсутствием, паннонские племена также подняли восстание. Вернувшись из Далмации, Тиберий ещё раз их подчинил. Зимой 11/10 до н. э. даки по льду перешли Дунай и напали на Паннонию, а далматы снова восстали, отказавшись платить дань. Тиберий, находившийся с Августом в Галлии, спешно вернулся для подавления мятежа. Он закончил военные действия в Паннонии и Иллирии в 9 до н. э. Источники не сохранили подробностей последних кампаний. По-видимому, Тиберий занимался покорением независимых племен на среднем Дунае, распространив римскую власть до территории современной Боснии. Римские авторы также ничего не сообщают о военных действиях против кельтских племен, живших к северу от Дравы, однако, есть основания полагать, что римляне вели наступление и в этом районе.

## Итоги
По-видимому, покорение Паннонии и Далмации и в эту войну свелось, большей частью, к захвату основных коммуникаций, а установление более плотного контроля и прокладка военных дорог были оставлены на будущее. Тем не менее, выход римской армии к среднему Дунаю был крупным достижением, что впоследствии отметил император Август:

Племена паннонцев, с которыми до моего принципата никогда не сталкивалось войско народа римского, после того как они были побеждены Тиберием Нероном, который являлся тогда моим пасынком и легатом, я подчинил власти народа римского и раздвинул границы Иллирика до берега реки Данувий.— Деяния божественного Августа, 30.